# Grzechotnik graniopyski
Grzechotnik graniopyski (Crotalus willardi) – gatunek jadowitego węża z podrodziny grzechotnikowatych (Crotalinae) w rodzinie żmijowatych (Viperidae).
Obecnie wyróżnia się 5 podgatunków:
- Crotalus willardi amabilis Anderson, 1962
- Crotalus willardi meridionalis Klauber, 1949
- Crotalus willardi obscurus Harris & Simmons, 1974
- Crotalus willardi silus Klauber, 1949
- Crotalus willardi willardi Meek, 1905

Występuje w Ameryce Północnej w Meksyku i południowo-zachodnich Stanach Zjednoczonych (południowo-wschodnia Arizona i południowo-zachodni Nowy Meksyk). Żywi się drobnymi kręgowcami.